# The Voice (album)
A The Voice Bobby McFerrin 1984. március 17-én megjelent lemeze.
A lemez érdekessége volt, hogy azt megelőzően soha nem jelent meg olyan jazz-lemez, mely kizárólag a capella számokat tartalmazott. A lemez anyaga kivétel nélkül koncerteken, közönség előtt rögzített dalokat tartalmaz.
A számok többségének szerzője Bobby McFerrin, de vannak a lemezen feldolgozások is.
1. Blackbird          (2:49)
2. The Jump           (4:49)
3. El Brujo           (4:11)
4. I Feel Good        (3:02)
5. I'm My Own Walkman (3:58)
6. Music Box          (3:40)
7. Medley             (7:01)
8. I'm Alone          (4:37)
9. T. J.              (3:47)
10. A-Train            (3:40)